# Ingeborg Švédská (1263–1292)
Ingeborg Švédská (1263–1292) byla švédská princezna a sňatkem s Gerhardem II. holštýnsko-plönská hraběnka manželka. Byla dcerou krále Valdemara I. Švédského a Žofie Dánské.

## Manželství
Ingeborg si dne 12. prosince 1275 vzala hraběte Gerharda II. Holštýnsko-Plönského. Pár měl čtyři děti:
- Kateřina (asi 1276 – před 1300)
- Gerhard IV. (1277–1312), hrabě holštýnsko-plönský
- Valdemar (asi 1279 – 29. července 1306), hrabě holštýnsko-schauenburkský, zemřel po druhé bitvě u Uetersenu
- Alžběta (asi 1282 – 20. července 1318 nebo 1319) si vzala vévodu Ottu I. Pomořanského